# حاملات المسكن
حاملات المسكن أو فصيلة أوكوفوريدي (الاسم العلمي: Oecophoridae)، هي فصيلة حشرات عثية صغيرة من رتبة حرشفيات الأجنحة. تضم سبعة فُصيلات.